# Quimby (Iowa)
Quimby – miasto w Stanach Zjednoczonych, w stanie Iowa, w hrabstwie Cherokee. W 2000 roku liczyło 368 mieszkańców.